# Вандіно та Уголіно Вівальді
Вандіно (іноді Гвідо) та Уголіно Вівальді (італ. Vandino e Ugolino Vivaldi; fl. 1291) — два брати з Генуезькою республіки, торговці та мореплавці, які найбільш відомі своєю спробою досягнути Індії з Європи морським шляхом навколо Африки. В 1291 році брати на двох галерах відпливли з Генуї на захід в напрямку Атлантики, після чого достовірні відомості про їх подальшу долю відсутні, хоча збереглось багато чуток і легенд.

## Історія
Вандіно і Уголіно Вівальді пов'язані з першою відомою європейською експедицією в пошуках морського шляху з Європи до Індії (навколо мису Доброї Надії). Уголіно разом зі своїм братом Вандіно Вівальдо очолював цю експедицію, яку він організував на двох галерах спільно з генуезьким підприємцем Тедезіо Доріа. Експедиція вирушила з Генуї в травні 1291 року з метою дістатись до Індії через «море-океан» і доставити звідти з «корисні для торгівлі товари». Хоча головною ціллю експедиції була торгівля, підприємство також мало на меті поширення християнства, оскільки Уголіно супроводжували два монахи-францисканці. Добре озброєні галери попливли вздовж узбережжя Марокко до місця під назвою Гозора (мис Нун), на 28º 47' пн.ш., після чого достовірні відомості про них зникають. Експедиція братів Вівальді була однією з перших зареєстрованих подорожей із Середземного моря в Атлантику після падіння Західної Римської імперії в V столітті нашої ери.
Традиційно вважається, що коли інший генуезький мореплавець Ланцеротто Малочелло відплив в Атлантичний океан із Генуї в 1312 році, він зробив це для того, щоб розшукати Вандіно та Уголіно Вівальді. Зрештою, Малочелло опинився на одному з Канарських островів, в подальшому названому на його честь Лансароте, і залишався на ньому більше двох десятиліть.
Одночасно з Ланцеротто Малочелло, на початку XIV століття, ще один генуезець Сорлеоне Вівальді (син Уголіно) здійснив низку далеких мандрівок у пошуках своїх батька та дядька, і навіть за чутками досяг Могадішо на сомалійському узбережжі, але король Могадішо перешкодив йому вирушити далі до Аксума, оскільки дорога до зруйнованого стародавнього царства вже не була безпечною.
У 1455 році інший генуезький мореплавець, Антоніотто Узодімаре, який плавав разом з венеційцем Альвізе Кадамосто на службі португальського інфанта Енріке Мореплавця, стверджував, що зустрівся біля гирла річки Гамбія з останнім нащадком тих, хто вижив під час експедиції Вівальді. Йому розповіли, що дві галери відпливли до Гвінейського моря і там один з кораблів сів на мілину, а інший дістався до місця на узбережжі Ефіопії (тут означає Чорну Африку) — Мена або Аменуан, поблизу Гіхона (тут, ймовірно, мається на увазі річка Сенегал), де генуезців схопили й утримували в полоні.

## Географія
Жан Гімпель припускає, що два монахи-францисканці, які супроводжували братів Вівальді, могли читати Opus Majus написаний їхнім товаришем-францисканцем Роджером Беконом, у якому Бекон припустив, що відстань між Іспанією та Індією є невеликою, теорія, яку пізніше повторив П'єр д'Айллі та перевірив Христофор Колумб.
Невідомо, як далеко запливли брати Вівальді. Можливо, Вівальді бачили або висаджувалися на Канарських островах. «Гозора» — це назва, знайдена на деяких середньовічних картах для мису Нон, який лежить перед Канарськими островами (наприклад, Caput Finis Gozole на карті Джованні да Каріньяно початку 1300-х років і портолані братів Піццігані 1367 року). Назва корабля Alegranzia може бути підставою для назви Канарського острова Алегранса, і це призвело до припущення, що брати висадилися там (або що принаймні один із кораблів там зазнав кораблетрощі).
Натяк на галери Вівальді дається в Libro del Conoscimiento, напівфантастичному травелозі, написаному анонімним іспанським ченцем приблизно в 1350—1385 роках. В ньому є два уривки, що стосуються братів Вівальді. У першому оповідач, подорожуючи регіоном Гвінеї (субсахарська Африка), досягає міста Graçiona, столиці африканської імперії Abdeselib, яка є союзником Пресвітера Іоанна. «Вони сказали мені в цьому місті Грасіона, що генуезці, які врятувались з галери, яка зазнала аварії в Аменуані, були привезені сюди, але ніколи не було відомо, що сталося з іншою галерою, яка втекла». Коли мандрівний монах завітав до сусіднього міста Magdasor, він натрапив на генуезця на ім'я Sor Leone який був у цьому місті «у пошуках свого батька, який відплив на двох галерах, як я вже пояснював, і вони віддали йому всю шану, але коли цей Сор Леоне хотів потрапити до імперії Грасіона, щоб розшукати свого батька, імператор Магдасора не дозволив, тому що шлях був сумнівний і шлях небезпечний». Як вже вказувалось, Сорлеоне — справжнє ім'я справжнього сина Уголіно.
Розташування цих королівств було предметом спекуляцій. Посилання на Пресвітера Іоанна та Magdasor (що звучить дуже схоже на Могадішо в Сомалі) змусили декого припустити, що інша галера обігнула Африку, але була перехоплена біля Африканського Рогу. Однак географічні посилання оповідача (наприклад, річка Сенегал-Нігер, торгівля золотом, імперія Малі, навіть Гвінейська затока) припускають, що Абдельсаліб і Магдасор були в немусульманській (чорній) субсахарській Західній Африці. Локалізація «Аменуана», місця, де перекинулася перша галера, свідчить про регіон Сенегамбія. Якщо в цьому є зерно правди, то можливо припустити, що Вівальді дійшли аж до Сенегалу і що там їхні пригоди закінчилися.
Століттям пізніше, наприкінці 1455 року, Антоніотто Узодімаре, генуезький мореплавець на службі у португальського інфанта Енріке Мореплавця, стверджува в своєму листі в Геную, що під час подорожі вгору по річці Гамбія в Західній Африці він натрапив на людину, яка розмовляла генуезьким діалектом і стверджувала, що є останнім нащадком тих, хто вижив під час експедиції Вівальді (заради справедливості необхідно зазначити, що Альвізе Кадамосто, супутник Узодімаре, не згадує про таку зустріч у своїх мемуарах). Узодімаре надає більше деталей про експедицію Вівальді в іншому документі в генуезьких архівах:
У 1285 році (sic) дві галери відпливли з міста Генуя під командуванням братів Уголіно та Гвідо Вівальді (лат. Hugolinum et Guidum de Vivaldis fratres) з метою пройти через схід (лат. per Levantum), до частин Індії. Ці галери багато плавали; але коли вони увійшли в Гвінейське море (лат. mari de Ghinoia), одна з галер пошкодила корпус і не могла продовжувати плавання; інша, однак, продовжувала проходити через це море, поки не досягла міста в Ефіопії під назвою Менам лат. Menam; їх схопили і затримали жителі цього міста, християни Ефіопії, піддані Пресвітера Іоанна. Місто розташоване на березі моря, біля річки Гіон лат. Gion. Їх так міцно затримали, що жодному з них не вдалося повернутися додому. Про це розповідає генуезький дворянин Антоніотто Узодімаре
Гіон — це назва біблійної річки Гіхон, яка витікає з Едемського саду і протікає через Ефіопію. У цьому випадку це може бути посилання на річку Сенегал. Розповідь Узодімаре, здається, є простим повторенням історії, розказаної в Libro del Conoscimiento.
Історик Хосе де Вієра і Клавіхо пише, що отець Агустін Юстініані в своїй роботі Anales de Génova навів інформацію про те, що до експедиції Вівальді приєдналися також два францисканці. В цій же роботі зазначається, що за словами Петрарки, віра в те, що Вівальді справді досягли Канарських островів, була усталеною в місцевій традиції. Проте ані Юстиніані, ні Петрарка не знали про подальшу долю експедиції. Папіро Массон у своїх Anales пише, що брати були першими сучасними першовідкривачами Канарських островів.
Згодом брати Вівальді стали об'єктами легенд, які розповідали про те, як вони подорожували навколо Африки, перш ніж їх захопив міфічний християнський король Пресвітер Іоанн. Подорож Вівальді, можливо, надихнула Данте на 26-ту пісню «Пекла» про останню подорож Улісса, яка закінчилася невдачею у Південній півкулі. За словами Генрі Ф. Кері, доля Улісса була натхненна «…частково долею, яка, як було підстав припускати, спіткала деяких авантюрних дослідників Атлантичного океану».